# Epirhyssa atra
Epirhyssa atra là một loài tò vò trong họ Ichneumonidae.